# 鞋釘

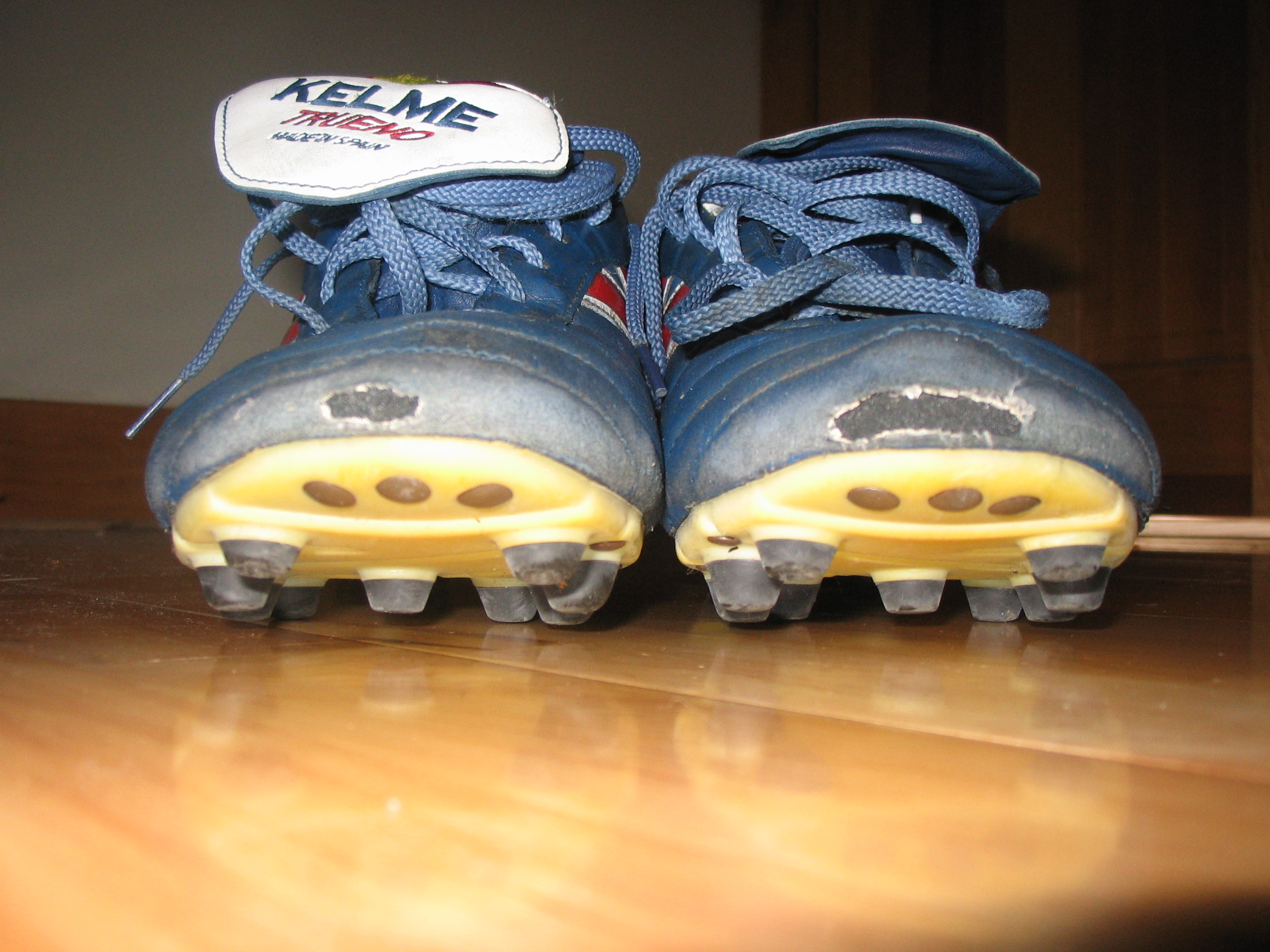
足球鞋底下的鞋釘

鞋釘是鞋底下的突出物，可讓人在柔软或光滑的表面上行走且不易滑倒。鞋釘一般由塑料、橡胶或金属制成。1526年，當時有文獻提到了鞋釘，亨利八世的大衣柜中就有帶有鞋釘的鞋子。某些場合會對運動鞋上的鞋釘數量和長度有所規定。